# 豊原周春
豊原 周春（とよはら ちかはる、嘉永元年5月23日〈1848年6月23日〉 ‐ 没年不明）とは、江戸時代末期から明治時代にかけての浮世絵師。

## 来歴
豊原国周の門人。姓は長谷川、名は竹次郎。画姓として豊川を称し、魁鶯斎、周春、薫洲と号す。下谷金杉に住む。作画期は明治10年代から明治20年代（1877年 - 1887年）にかけてで、役者絵や揃物の「東京名所図」などを描いている。

## 作品
- 『当世都々一真盛』1冊　※刊行年不明、周春挿絵
- 『不破名古屋競角伝』1冊　※刊行年不明。桜沢堂山編、周春挿絵
- 『上州伊香保温泉乃略図』　※地誌
- 「東京名所之内　上野公園競馬図」　大判錦絵　明治17年（1884年）
- 「東京名所之内　両国橋大花火之真図」　大判錦絵3枚続　明治20年
- 「東京名所之内　招魂社」　大判錦絵、揃物のうち　明治21年
- 「東京名所之内　京橋銀座通り図」　大判錦絵、揃物のうち　明治21年
- 「東京名所之内　愛宕山瓦斯灯」　大判錦絵、揃物のうち　明治21年
- 「東京名所之内　新ばしステーション着車」　大判錦絵、揃物のうち　明治21年
- 「東京隅田川花盛の図」　大判錦絵3枚続　江戸東京博物館所蔵